# Soveršenno ser'ёzno
Soveršenno ser'ёzno (Совершенно серьёзно) è un film del 1961 diretto da Leonid Iovič Gajdaj, Ėl'dar Aleksandrovič Rjazanov, Vladimir Semakov, Naum Michajlovič Trachtenberg e Ėduard Ėmojro.